# Mount Gran
Mount Gran ist ein 2233 m hoher Berg mit abgeflachtem Gipfel im ostantarktischen Viktorialand. Am südlichen Ende der Convoy Range ragt er an der Nordseite des Mackay-Gletschers unmittelbar westlich des Gran-Gletschers auf.
Entdeckt wurde er von Teilnehmern der britischen Terra-Nova-Expedition (1910–1913), die ihn nach dem norwegischen Expeditionsmitglied Tryggve Gran (1888–1980) benannten.